# 세종국책연구단지

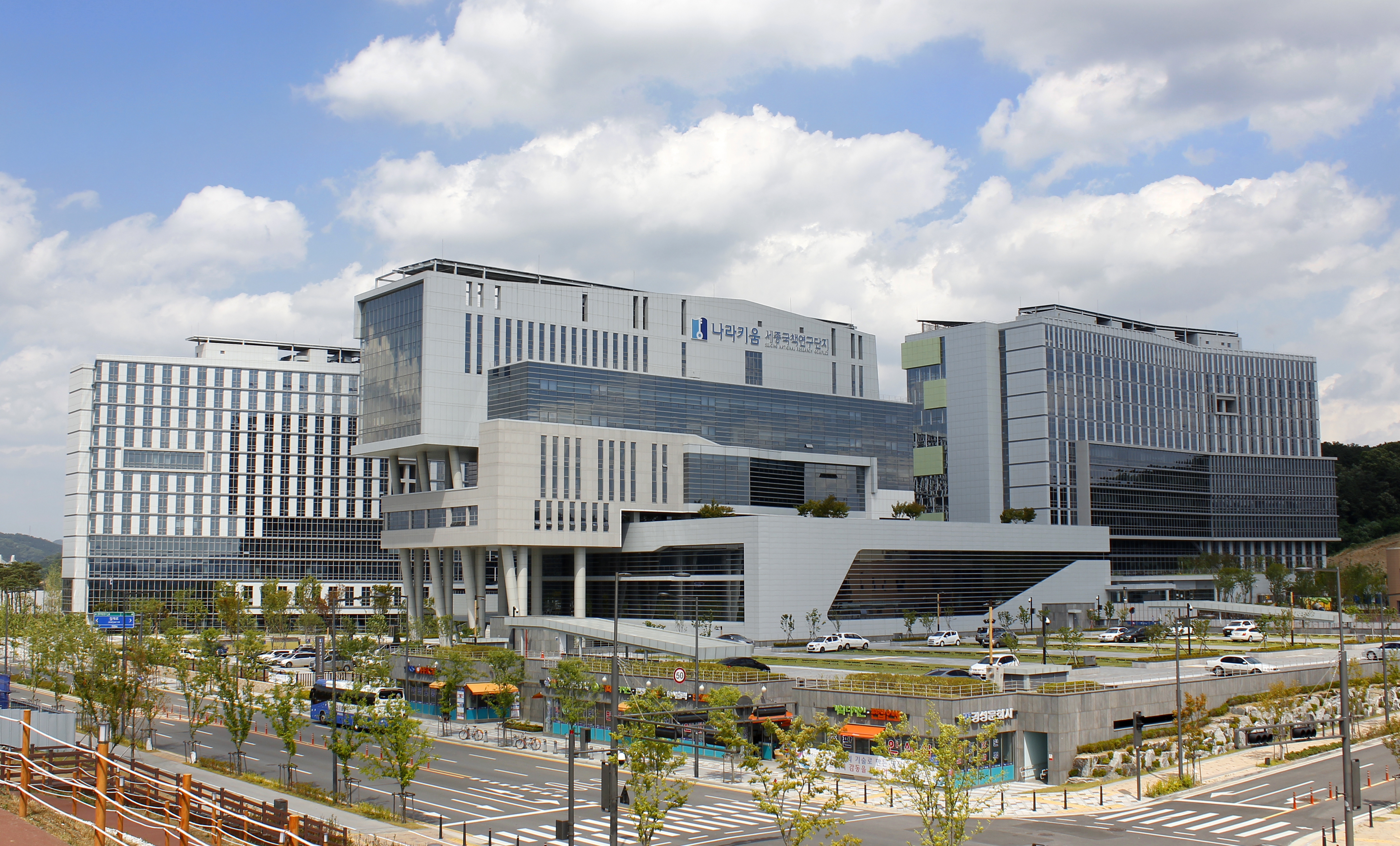
세종국책연구단지

세종국책연구단지(Sejong National Research Complex, 世宗國策硏究團地)는 정부출연연구기관들이 모여 있는 단지이다.

## 배경
- 현재 임차사옥을 사용중인 12개 정부출연 연구기관*은 공공기관 이전 계획(‘05.6월)에 따라 세종시의 임차 사옥으로 이전 결정
  - 경제․인문사회연구회, 과학기술정책연구원, 한국직업능력개발원, 한국노동연구원, 대외경제정책연구원, 산업연구원, 한국교통연구원, 한국청소년개발원, 한국보건사회연구원, 한국환경정책평가연구원, 기초기술연구회, 산업기술연구회

## 주요 사업내용
- (개발방향) 세종시의 개발방향 및 주변지형 여건과 조화를 이루는 복합 연구단지로 개발
- (개발부지) 부지면적 71,657m2(세종시내 연구시설 용지 4-4호), 토지가액 500억원
- (개발 규모) 건축 연면적 11.7만m2, 총사업비 2,820억원으로 연구시설(11만m2) 외에 수익시설(0.7만m2) 배치(상업+업무시설)
  - 12개 연구기관을 기능별로 통합하여 4개동에 분산 배치
- (개발방식) KAMCO를 통한 국유지 위탁개발(국유재산법 제59조)
  - KAMCO가 사업비를 조달하여 준공 후, 소유권은 국가에 귀속되고 KAMCO는 연구기관으로부터의 임대수입으로 개발사업비 회수(25년 예정)

## 기대효과
- 정부출연 연구기관의 세종시 이전 원활화 및 국유재산의 가치 제고에 기여

## 연구원

### A 연구지원동
- 경제인문사회연구회
- 과학기술정책연구원 (3층)
- 국가과학기술연구회

### B 과학·인프라동
- 한국교통연구원
- 과학기술정책연구원
- 한국환경정책평가연구원

### C 경제정책동
- 대외경제정책연구원
- 한국노동연구원
- 산업연구원

### D 사회정책동
- 한국보건사회연구원
- 한국청소년정책연구원
- 한국직업능력연구원